# 杉浦卯三
杉浦 卯三（すぎうら うぞう、1891年（明治24年）5月19日 - 1961年（昭和36年）12月30日）とは、日本の体育教育者。

## 経歴
1891年5月19日、愛知県に生まれる。1915年に東京高等師範学校文科体操専科を卒業し、1919年に広島高等師範学校教授となる。1922年には新しく設立された陸上競技のクラブ「アスレチッククラブ」の会長に就任するなど、広島県における陸上競技、バレーボール、バスケットボールの普及に尽力した。1921年には極東オリンピックの予選会の開催にも協力した。中国駅伝の開催にも貢献している。1939年11月、広島市教育局学校体育課長に就任した。1961年12月30日に70歳で死去した。